# Agama mucosoensis
Agama mucosoensis là một loài thằn lằn trong họ Agamidae. Loài này được Hellmich mô tả khoa học đầu tiên năm 1957.